# ミニは〜と

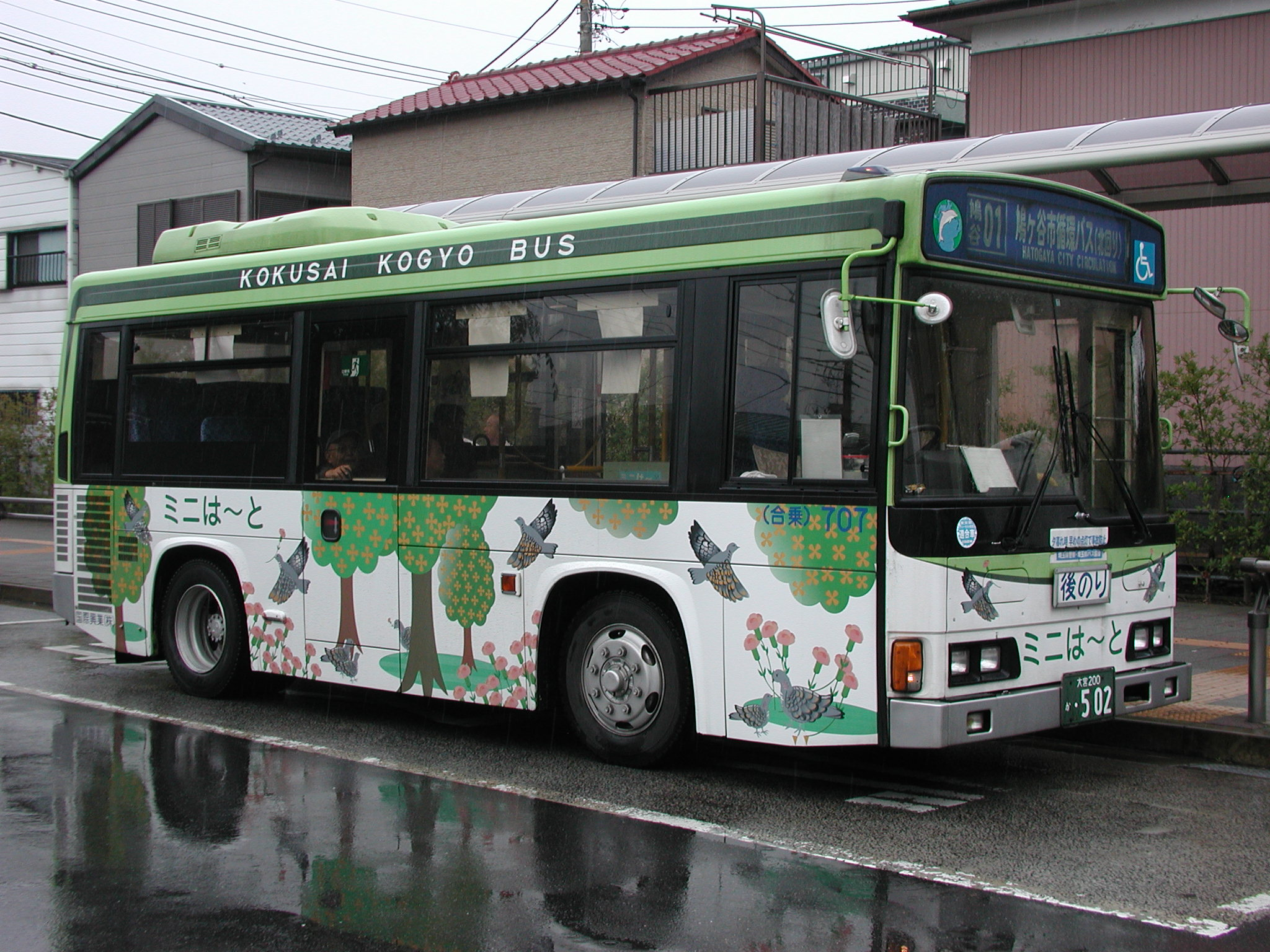
ミニは〜と専用車 (707)

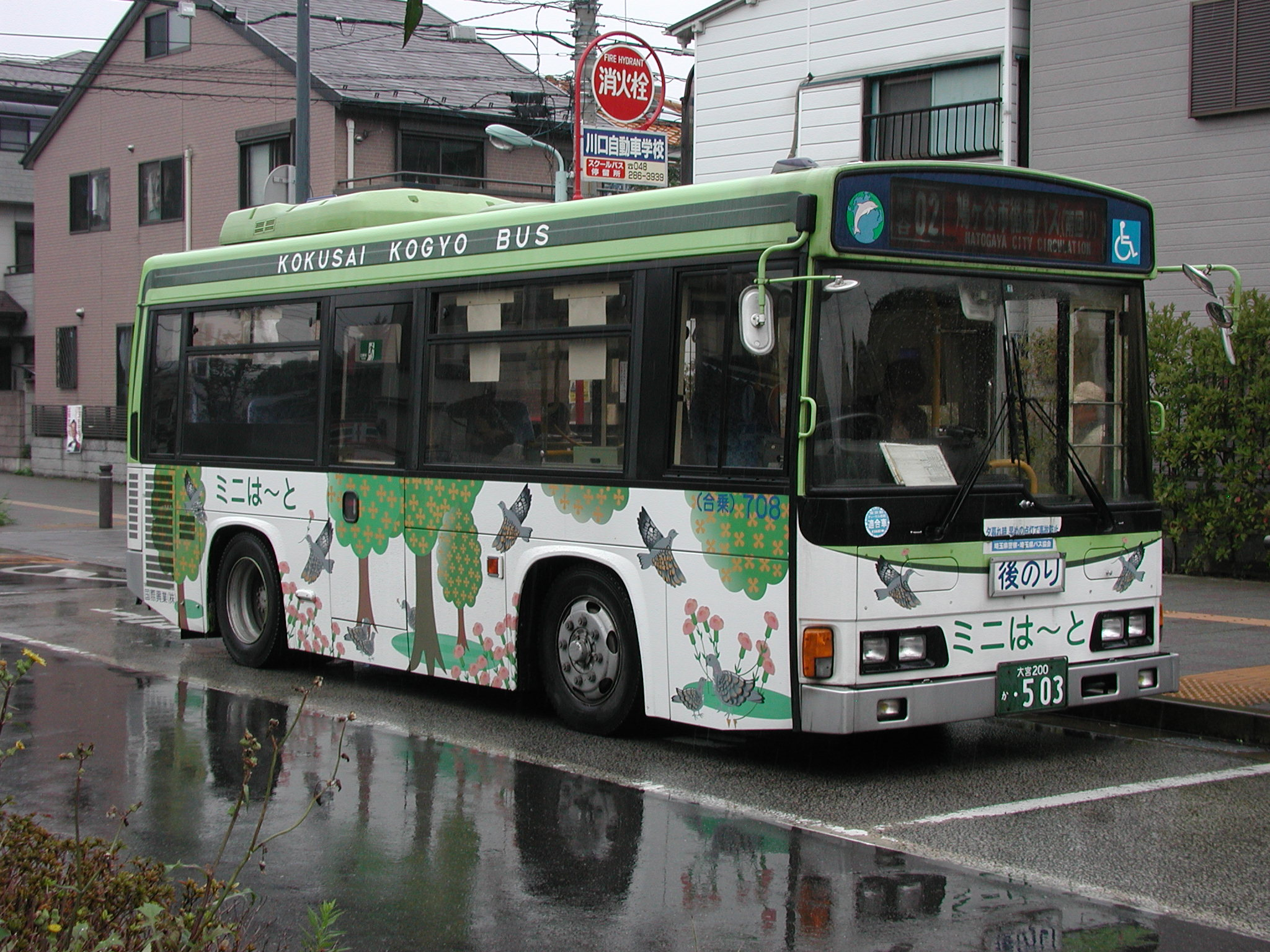
ミニは〜と専用車 (708)

ミニは〜とは、かつて埼玉県川口市が運営していたコミュニティバスである。国際興業グループ株式会社に委託し、国際興業バス鳩ヶ谷営業所によって受託運行され、川口市の鳩ヶ谷地区（旧鳩ヶ谷市域）を中心に片方向の循環運転であった。正式名称は「川口市コミュニティバス」であった。

## 概要
運賃は全系統・全区間ともに均一制で、大人（中学生以上）100円、小人（小学生）50円、障害者手帳を提示した障害者は大人50円および小人30円であり、未就学児は無料。
均一制だが、後乗りのために運賃は降車の際に現金で支払う。
ただし、専用の回数券は発行されていないほか、国際興業バス自社回数乗車券、交通系ICカード（PASMOやSuicaなど）などは利用できなかった。
終点停留所（鳩ヶ谷駅東口）で、北（南）ルートから南（北）ルートに乗り継ぐ場合は、乗務員に申告して運賃を支払い後に乗継券が発行されていた。
なお、日祝日および年末年始期間（12月29日 - 翌年1月3日）を除いて毎日運行されているが、悪天候時や降雪時には運休または一部区間休止される場合があった。
元々は「鳩ヶ谷市循環バス」として運行されていたが、鳩ヶ谷市が川口市に編入合併された2011年10月11日より「川口市コミュニティバス」となっていた。

## 沿革
- 2001年
  - 10月1日

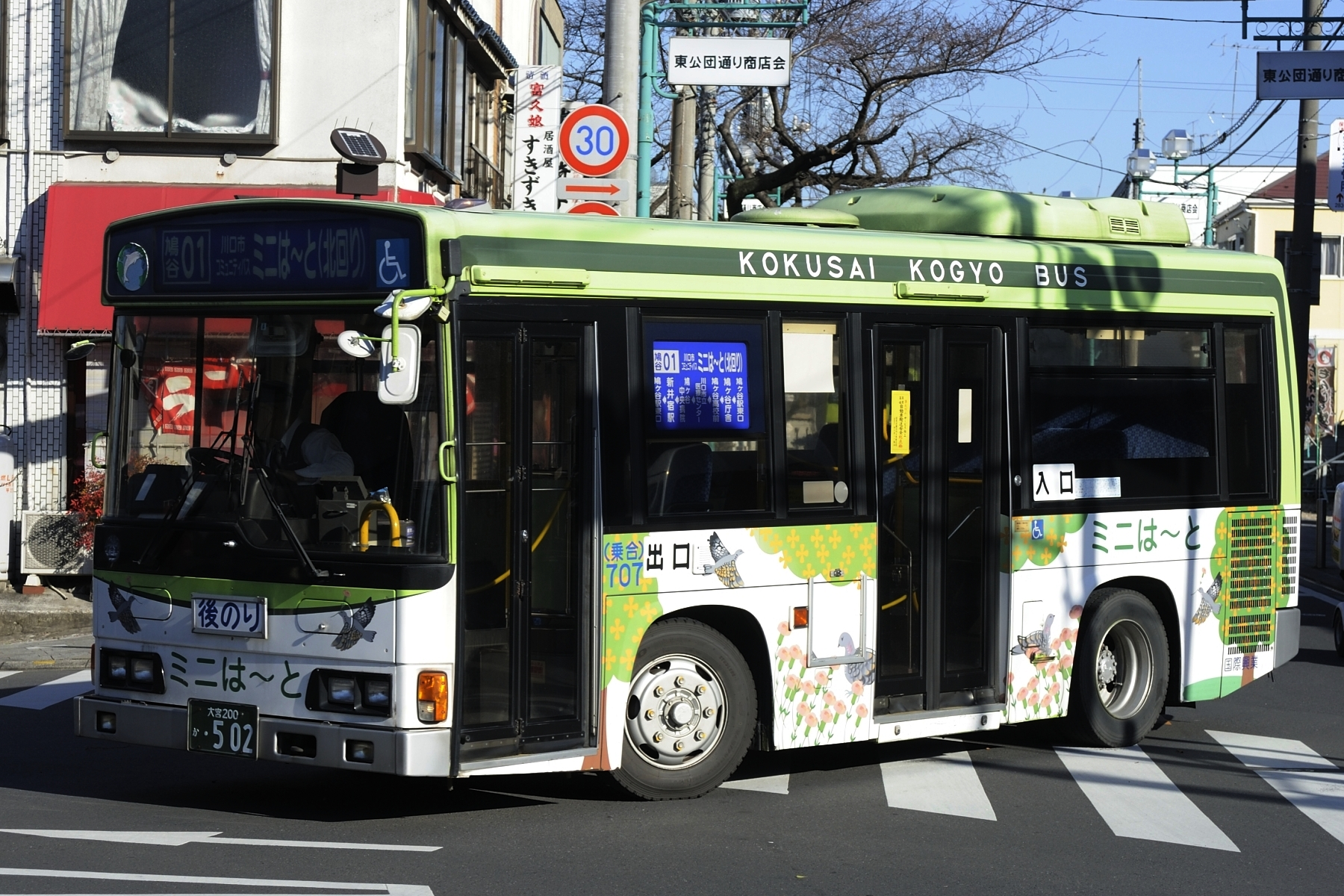
2011年からは「川口市コミュニティバス」となり方向幕が変更された (707)

    - 「鳩ヶ谷市循環バス（ミニは〜と）」として全2路線系統が新設され運行開始。
- 2010年
  - 4月1日
    - 赤字決算による経費削減の一環で、運休日変更（日曜日と休日を運休）。
- 2011年
  - 10月11日
    - 鳩ヶ谷市が川口市に編入合併。
    - 「鳩ヶ谷市循環バス」から「川口市コミュニティバス」に名称を変更。
    - 「鳩ヶ谷市役所」停留所が「鳩ヶ谷庁舎」に名称を変更。
    - 「本町二丁目」停留所が「鳩ヶ谷本町二丁目」に名称を変更。
    - 「浄水場入口」停留所が「鳩ヶ谷浄水場入口」に名称を変更。
    - 「市立図書館」停留所が「鳩ヶ谷図書館」に名称を変更。
    - 「南四丁目」停留所が「南鳩ヶ谷四丁目」に名称を変更。
    - 「コミュニティセンター」停留所が「鳩ヶ谷コミュニティセンター」に名称を変更。
    - 「サンスポセンター入口」停留所が「鳩ヶ谷スポーツセンター」に名称を変更。
    - 「市営球場前」停留所が「前田西野球場前」に名称を変更。
    - 「西公民館入口」停留所が「里公民館入口」に名称を変更。
    - 「中央公民館前」停留所が「鳩ヶ谷公民館前」に名称を変更。
    - 「南公民館入口」停留所が「南鳩ヶ谷公民館入口」に名称を変更。
    - 「南八丁目」停留所が「南鳩ヶ谷八丁目」に名称を変更。
    - 「福祉センター入口」停留所が「鳩ヶ谷福祉センター入口」に名称を変更。
    - 「緑町一丁目」停留所が「鳩ヶ谷緑町一丁目」に名称を変更。
- 2013年
  - 12月14日
    - 最終運行便をもって川口市コミュニティバス『みんななかまバス』の路線再編成による統合に伴い全2路線系統が廃止され「ミニは〜と」を運行終了（廃止）。

## 廃止路線系統

### 北ルート
2013年12月14日の最終運行便もって廃止。
- 鳩ヶ谷01（南ルートから直通 - ）
  - 鳩ヶ谷駅東口 → 鳩ヶ谷庁舎 → 変電所 → 里公民館入口 → 川口市立医療センター → 西公団前（コンフォール西鳩ヶ谷） → 鳩ヶ谷福祉センター入口 → 本町郵便局前 → 鳩ヶ谷中央病院  → 東公団入口（コンフォール東鳩ヶ谷） → 新井宿駅 → 鳩ヶ谷車庫 → 鳩ヶ谷福祉センター入口 → 本町郵便局前 → 浅間神社 → 鳩ヶ谷図書館 → 鳩ヶ谷駅東口

### 南ルート
2013年12月14日を最終運行便もって廃止。
- 鳩ヶ谷02（北ルートから直通 - ）
  - 鳩ヶ谷駅東口 → 鳩ヶ谷図書館 → 毛長橋 → 鳩ヶ谷庁舎前 → 鳩ヶ谷庁舎 → 鳩ヶ谷スポーツセンター → 鳩ヶ谷コミュニティセンター → 朝日環境センター → 南鳩ヶ谷駅入口 → 南鳩ヶ谷駅東口 → 中居 → やすらぎ会館 → 南鳩ヶ谷公民館入口 → 前田西野球場前 → 汐入橋北 → 辻 → 鳩ヶ谷駅東口

## 車両
- 日野・レインボー - 専用塗装小型ノンステップ車（運行開始より運行終了まで全2台導入）。